# Kropp (organism)

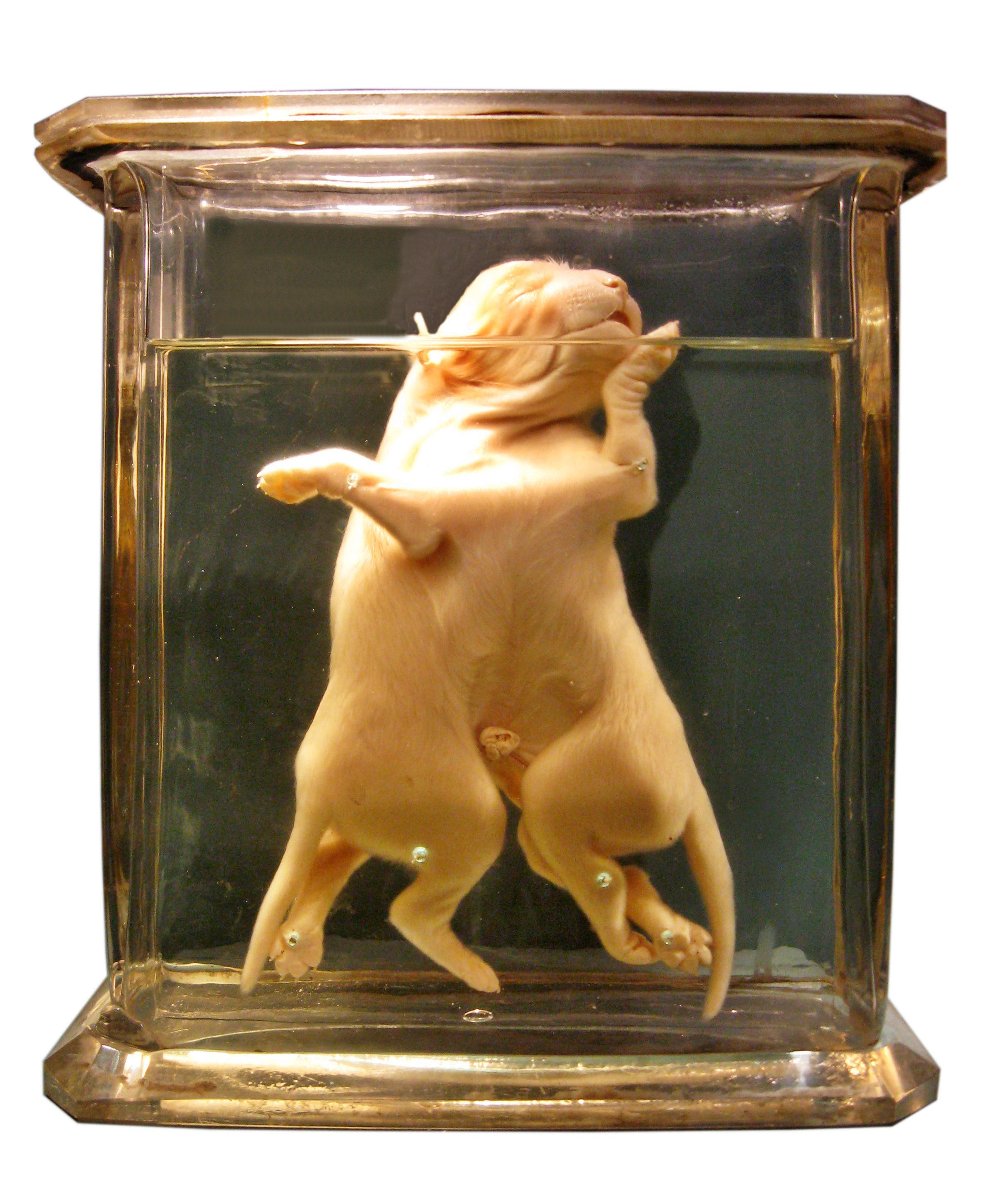
Två individer i en kropp på Naturkundemuseum i Berlin.

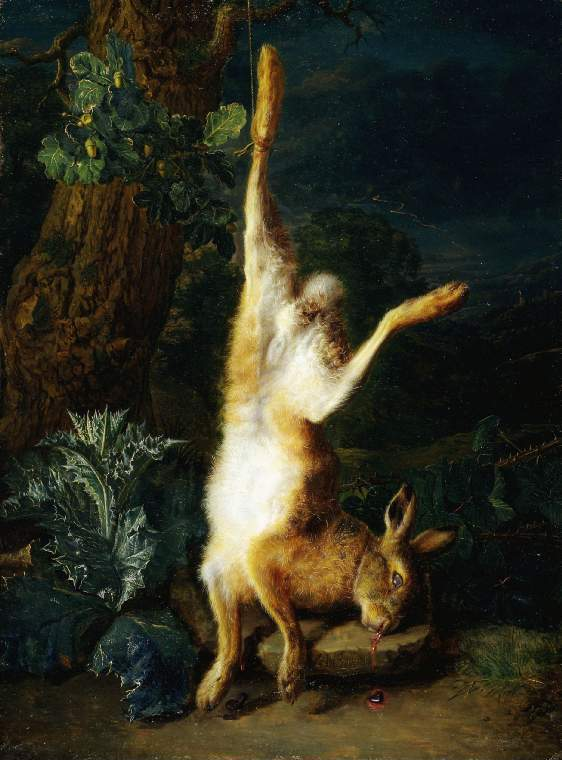
Kropp av död hare i målning från 1800-talet.

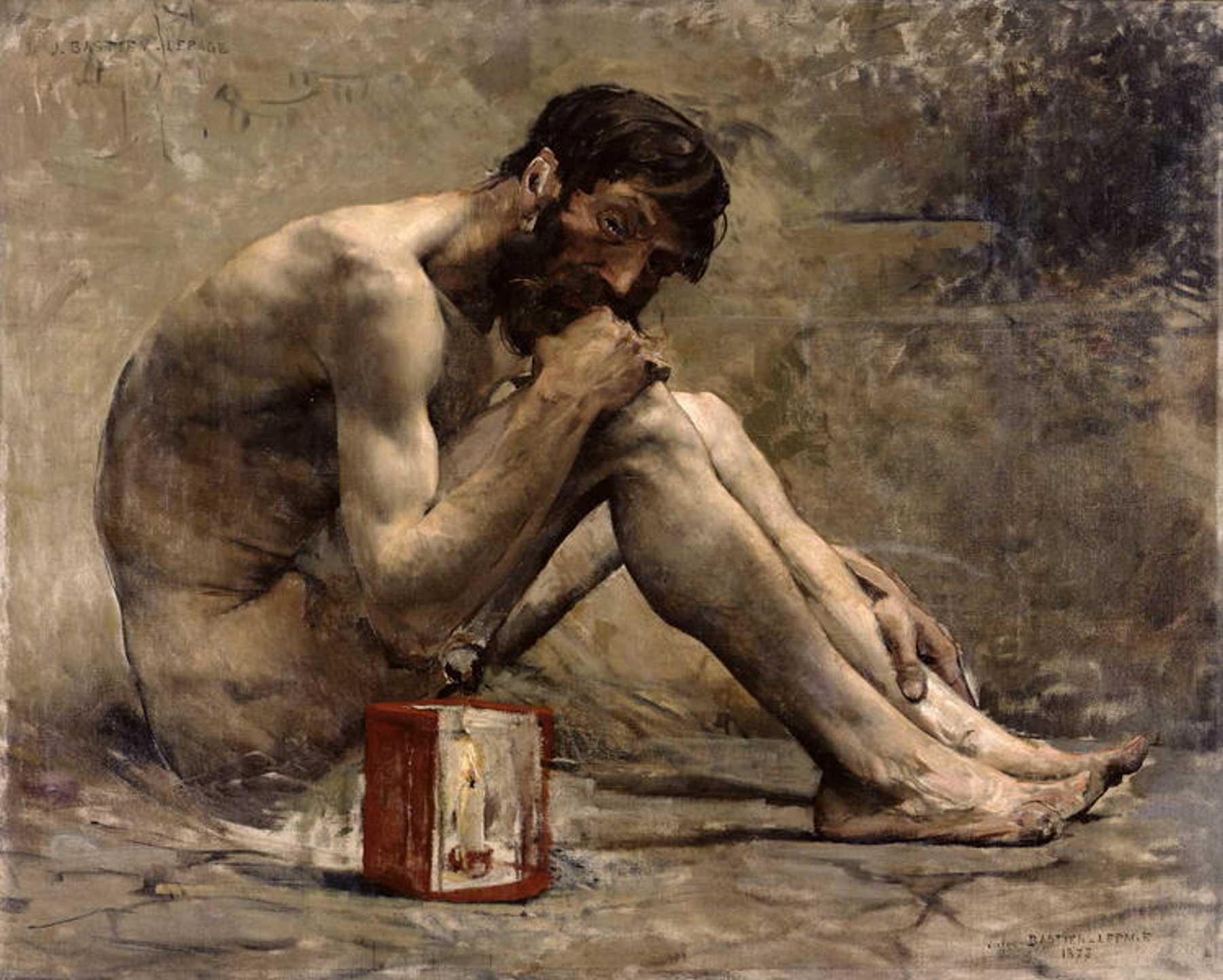
Människokropp i målning från 1800-talet.

Kropp är helheten av alla yttre och inre delar hos en levande eller död organism. Ordet används främst om organismer som är odelade och särskilt om människor och djur. 
Det naturvetenskapliga studiet av kroppens uppbyggnad kallas anatomi. Studiet av hur levande organismer, deras organ och celler fungerar kallas fysiologi. På mer basal nivå finns biokemi och molekylärbiologi. 
I sociologiska, antropologiska och kulturvetenskapliga studier har sedan 1990-talet "kropp och kroppslighet" fått ökad uppmärksamhet, särskilt i genusforskning, med inspiration från dels feministisk teori, dels Maurice Merleau-Pontys fenomenologi.

## Ordet kropp
Kropp, fornsvenska kropper "kropp, bål, lik", av omdiskuterat ursprung, troligen av germanska krubná "runt föremål". 
Ofta används ordet ”kropp” om organismens habitus, dess yttre, utseende, byggnad, gestalt,
eller i anslutning till dess hälsa eller död. När en människa dör blir kroppen omtalad som ett lik, ett djur blir omtalad som ett kadaver eller as.
Ibland används ordet ”kropp” endast för bålen, som motsats till huvud och extremiteter. Ibland, särskilt om människor, tänks individen bestå av två eller tre delar, kropp och själ eller kropp, själ och ande. 
Andra ord är lekamen (främst om människokroppen), latin: corpus och, särskilt i äldre bibliskt språk, kött.